# 康絢
康絢（464年—520年），字长明，华山郡蓝田县人（今陕西省蓝田县）人，南朝齊、南朝梁軍事人物、治水家。
康絢祖先出自康居。漢朝置西域都護，康居派遣侍子待诏河西。后来留居，改为康姓。晋朝隴右之乱，康氏移住藍田县。康絢曾祖父康因在前秦苻堅时担任太子詹事，生康穆。康穆在後秦姚萇时担任河南尹。南朝宋永初年間，康穆率乡里一族三千余家，移住襄陽峴山之南。南朝宋为移住者在襄陽僑置山郡藍田县。康穆担任秦梁二州刺史，未拜而卒。康絢之父康元隆在流民支持下，担任華山郡太守。
康絢年轻时俶傥有志气。479年（昇明三年），蕭長懋担任雍州刺史，召雍州名家进府，康絢以能力担任西曹書佐。485年（永明三年），任奉朝請。蕭長懋被立为皇太子，康絢以旧恩担任東宮直後。母亲去世，康絢丁忧去职。服丧结束，担任振威将軍、華山郡太守。转任前軍将軍，再任華山郡太守。
501年（永元三年），蕭衍起兵于襄陽，康絢在華山郡响应蕭衍。自率勇士三千人，私马二百五十匹相从。担任南康王蕭宝融属下西中郎中兵参軍，加号輔国将軍。蕭衍率领東征軍包围郢城張沖，萧宝卷的将軍吴子陽在加湖驻防。康絢跟随王茂力攻加湖，攻克。
502年（天监元年），南朝梁建立，封康絢为南安县男。担任輔国将軍、竟陵郡太守。北魏包围梁州，梁州刺史王珍国求救，康絢率華山郡之兵赴援，击退魏軍。508年（天监七年），司州三关被北魏進攻，康絢以假节、武旅将军赴援。510年（天监九年），转任假节、督北兖州缘淮诸军事、振远将军、北兖州刺史。
511年（天监十年），琅邪郡王万寿殺太守劉晣，占据朐山归降北魏。康絢分遣司馬霍奉伯率军据崄，魏軍至，不得越朐城。513年（天监十二年），青州刺史張稷被鬱洲徐道角殺害，康絢派遣司馬茅荣伯平定徐道角之乱。召還建康，担任臨川王蕭宏属下驃騎司馬，加号左驍騎将軍。转任朱衣直閤。514年（天监十三年），转任太子右衛率，率護衛百人，宿直殿中。
康絢身长八尺，容貌绝伦，虽居显官，仍习武艺。梁武帝在德阳殿戏马，命令康絢騎马射箭、撫弓弦貫中靶心，观者大喜。当天，武帝命画工绘出康絢肖像，派遣宦官拿着图画去问康絢「卿识此图否」。
北魏降人王足提以堰淮水灌寿陽。武帝蕭衍以为然，派遣水工陳承伯、材官将軍祖暅勘察地形。都说淮水底土軟弱漂轻，不坚实，其功不可就。武帝不听，征发徐州、揚州每二十户取五丁修築浮山堰。康絢担任假节、都督淮上诸军事，主持修堰工事，動員二十万人。515年（天监十四年），修堰将要完成，淮河水涨疾，堰将決。夏天疫病流行，死者很多。武帝遣尚书右仆射袁昂、侍中谢举假节慰劳。冬日严寒，淮水、泗水凍結，士卒死者十之七八。十一月，北魏将軍楊大眼扬声决堰。康絢命諸軍撤去露营以待。派遣其子康悦挑战，斬杀北魏咸陽王府司馬徐方興，魏軍撤退。十二月，北魏尚書僕射李平率大軍来攻。康絢和徐州刺史劉思祖抵御。武帝派遣右卫将军昌义之、太仆卿鱼弘文、直阁曹世宗、徐元和相次援助。516年（天监十五年）四月，浮山堰（荊山堰）完成。凿湫东注，魏軍溃退。北魏寿陽城转至八公山。
徐州刺史張豹子怀恨浮山堰工事交给了康絢，讒言康絢通魏。武帝虽然不信，但是工事完成将康絢召還建康。康絢于是担任持节、都督司州诸军事、信武将军、司州刺史，兼领安陸郡太守，增封二百户。康绚还后，張豹子不修堰，其年秋八月，淮水暴长，河堰坏决，奔流入海，祖暅坐下狱。康絢在司州三年，大規模修築城壁，号称为「严政」。
519年（天监十八年），召還建康担任員外散騎常侍，兼長水校尉，与护军韋叡、太子右卫率周捨宿直殿省。520年（普通元年），担任衛尉卿，未拜而卒，享年五十七岁。追贈右衛将軍，谥号壮。
康絢温厚宽和感情很少表现喜惧，在朝廷，见人就像不能说话，号为长厚。康絢乐善好施、寒冬见省官衣着襤褸，就贈给他们襦衣。子康悦嗣爵。

## 延伸阅读
[在维基数据编辑]
 《梁書/卷18》，出自姚思廉《梁書》
 《南史·卷55》，出自李延壽《南史》